# Selores
Selores é uma povoação portuguesa do Município de Carrazeda de Ansiães que foi sede da extinta Freguesia de Selores, freguesia que tinha 7,62 km² de área e 141 habitantes (2011), e, por isso, uma densidade populacional de 18,5 hab/km².
A Freguesia de Selores foi extinta em 2013, no âmbito de uma reforma administrativa nacional, tendo sido agregada às freguesias de Lavandeira e Beira Grande, para formar uma nova freguesia denominada União das Freguesias de Lavandeira, Beira Grande e Selores com a sede em Lavandeira.

## População
| População da freguesia de Selores | População da freguesia de Selores | População da freguesia de Selores | População da freguesia de Selores | População da freguesia de Selores | População da freguesia de Selores | População da freguesia de Selores | População da freguesia de Selores | População da freguesia de Selores | População da freguesia de Selores | População da freguesia de Selores | População da freguesia de Selores | População da freguesia de Selores | População da freguesia de Selores | População da freguesia de Selores |
| --------------------------------- | --------------------------------- | --------------------------------- | --------------------------------- | --------------------------------- | --------------------------------- | --------------------------------- | --------------------------------- | --------------------------------- | --------------------------------- | --------------------------------- | --------------------------------- | --------------------------------- | --------------------------------- | --------------------------------- |
| 1864                              | 1878                              | 1890                              | 1900                              | 1911                              | 1920                              | 1930                              | 1940                              | 1950                              | 1960                              | 1970                              | 1981                              | 1991                              | 2001                              | 2011                              |
| 325                               | 410                               | 482                               | 487                               | 436                               | 395                               | 446                               | 495                               | 505                               | 532                               | 289                               | 318                               | 246                               | 171                               | 141                               |

## Património
- Castelo de Ansiães ou Castelo de Carrazeda de Ansiães
- Igreja de São Salvador de Ansiães
- Casa de Selores